# كارلوس أفيري
كارلوس أفيري (بالإنجليزية: Carlos Avery)‏ هو رئيس تحرير صحيفة وسياسي أمريكي، ولد في 1868 في مقاطعة غروندي في الولايات المتحدة. حزبياً، نشط في الحزب الديمقراطي.
شغل لفترة وجيزة منصب رئيس بلدية مسقط رأسه في هاتشينسون ، مينيسوتا ، خلال العقد الأول من القرن العشرين ، كان أفيري عدة مرات مرشحًا غير ناجح لمنصب سياسي رفيع ، وخسر في العطاءات لمجلس شيوخ ولاية مينيسوتا في عام 1902 ، وكونغرس الولايات المتحدة في عام 1914 ، ولحاكم ولاية مينيسوتا في عام 1924 ، الذي كان مرشحًا للحزب الديمقراطي في كل حالة.

## سيرته الشخصية

### بداياته
ولد كارلوس أفيري في مينوكا ، مقاطعة جروندي ، إلينوي في 25 يناير 1868. نشأ في مزرعة بالقرب من هاتشينسون ، مينيسوتا والتحق بمدرسة هاتشينسون الثانوية ، التي تخرج منها عام 1887. كان ابن فرانكلين كارلوس أفيري (1846-1915) ، صاحب خيول سباق الخيول التي قُتلت من قبل صبي في إسطبل في فلوريدا في ديسمبر 1915.